# Max Schmidheiny

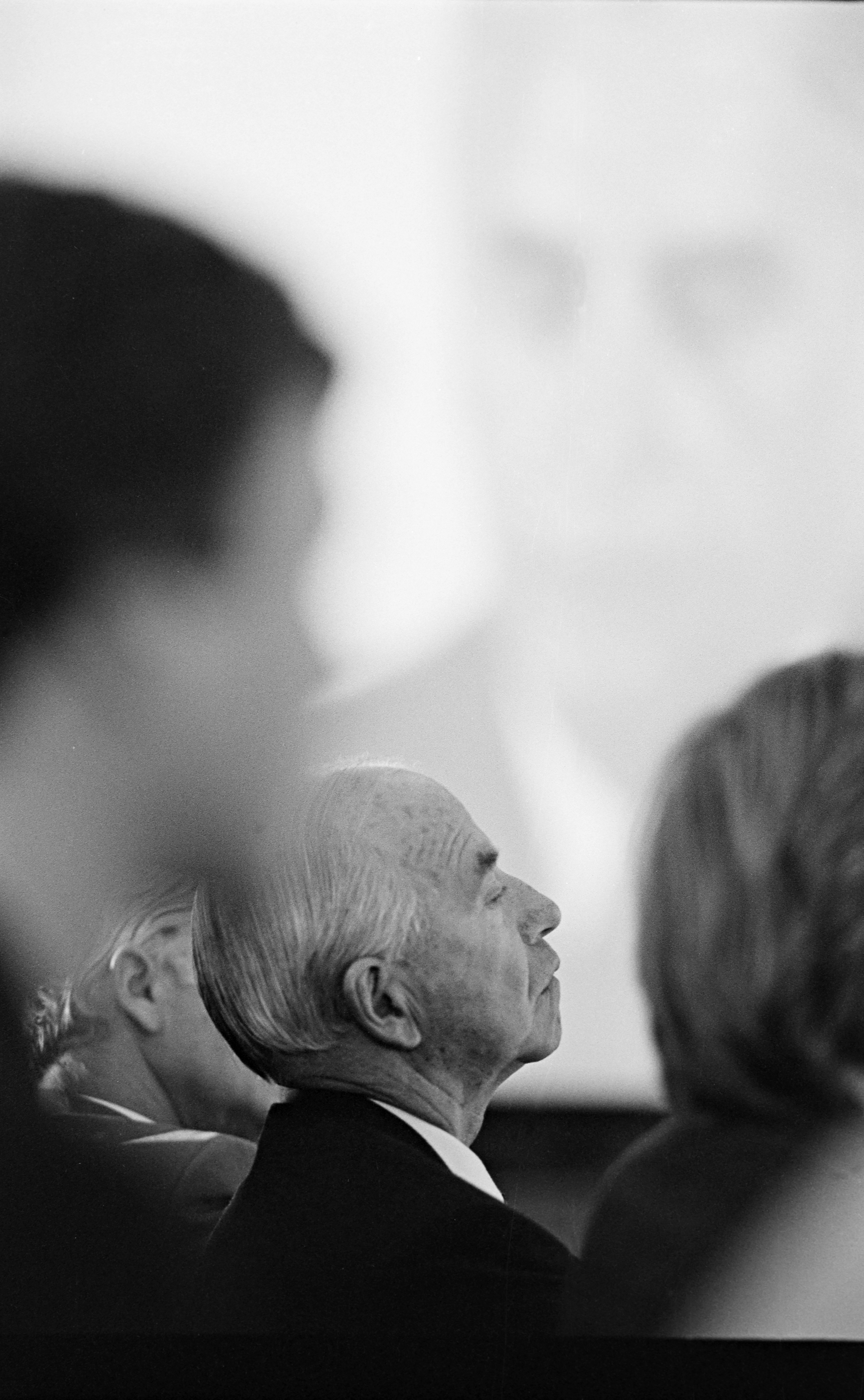
Max Schmidheiny (1978)

Max Schmidheiny (* 3. April 1908 in Heerbrugg, Gemeinde Balgach; heimatberechtigt ebenda; † 19. August 1991 in Altstätten) war ein Schweizer Unternehmer, Politiker und Gründer der Max Schmidheiny-Stiftung. Er erwarb ein ETH-Diplom in Maschinenbau. Schmidheiny war verheiratet mit Adda Schmidheiny-Scherrer († 1997). Er war einer der einflussreichsten Industriekapitäne in der Schweiz des 20. Jahrhunderts.

## Familie
Max Schmidheiny wurde auf Schloss Heerbrugg als Sohn von Ernst Schmidheiny geboren und besuchte die Kantonsschule Trogen. Er selbst ist der Vater von Thomas Schmidheiny (* 1945), Stephan Schmidheiny (* 1947), Alexander Schmidheiny (1951–1992) und einer Tochter namens Adda-Marietta Schmidheiny-Amit (* 1944). Marietta Schmidheiny-Amit ist ausgebildete Sängerin, lebte längere Zeit in Israel, spricht fliessend Hebräisch, und erwarb später auch die amerikanische Staatsbürgerschaft. Max Schmidheinys Bruder ist Ernst Schmidheiny II.

## Wirtschaft
- 1935: Leitung der Eternit AG Niederurnen
- 1934–1974: VR-Präsident der Hiag
- 1954–1983: VR-Präsident von Wild Heerbrugg AG[3]
- 1959: Initiant der Swisspetrol AG für die Erdölforschung in der Schweiz
- 1974–1984: VR-Präsident der Holderbank Financière Glarus AG
- 1978: Gründer der Kraftwerke Sarganserland
- ab 1952: Verwaltungsrat bei der Brown, Boveri & Cie., 1966–1970 Verwaltungsratspräsident
- 1978: Errichtung der Max Schmidheiny-Stiftung
- 1984: Aufteilung der Unternehmensbereiche auf seine Söhne Thomas und Stephan

## Politik
- 1939–1948: Gemeinderat von Balgach
- 1948–1954: Kantonsrat (FDP)
- 1959–1963: Nationalrat

## Auszeichnungen
In Heerbrugg wurde die Max-Schmidheiny-Strasse nach ihm benannt.
- 1952: Doktor ehrenhalber der Universität Basel
- 1967: Doktor ehrenhalber der Universität St. Gallen
- 1980: Erhalt der Ernst-Reuter-Plakette